# CDMA2000

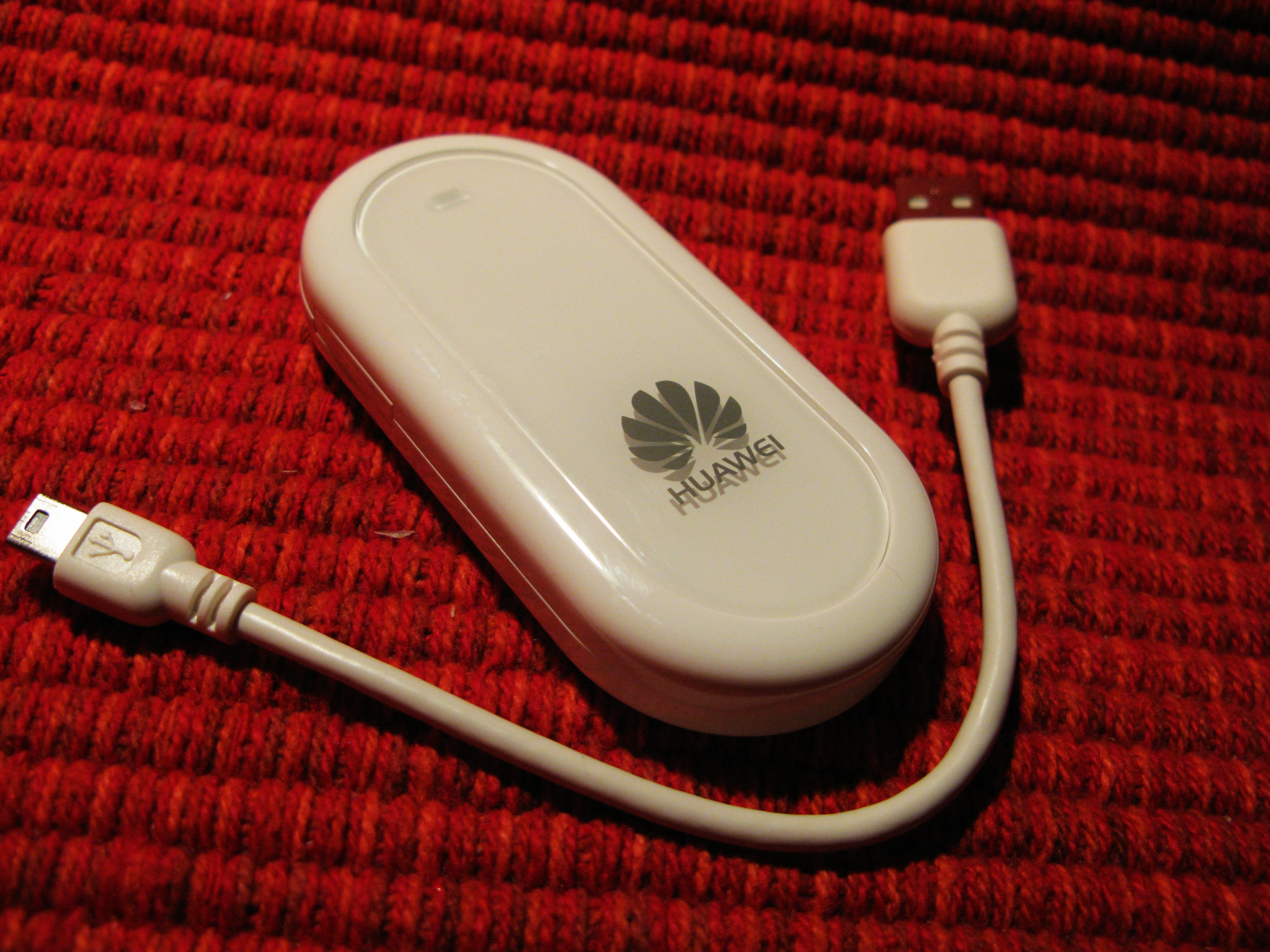
Huawei CDMA2000 EV-DO USB бездротовий модем

CDMA2000 — стандарт мобільного зв'язку.
В основі CDMA2000 лежить принцип еволюційного переходу від існуючого стандарту IS-95 і його наступних модифікацій до широкосмугової CDMA-системи. У проекті системи CDMA2000 виконуються всі вимоги, поставлені до перспективних систем третього покоління, а також забезпечується зворотна сумісність із CDMA.
Відмінними рисами CDMA2000 є:
- широкий діапазон швидкостей передачі інформації від 1,2 кбіт/с до 3,1 Мбіт/с з можливістю гнучкої зміни ширини спектра випромінюваних сигналів;
- використання когерентного приймання на мобільних і базових станціях;
- введення швидкісної схеми керування потужністю в прямому й зворотному каналах;
- а також робота зі змінною довжиною кадру 5 мс й 20 мс.

Архітектура системи CDMA2000 передбачає можливість гнучкої зміни конфігурації залежно від вимог оператора і виділеної смуги частот. Смуга частот системи може змінюватися від 1,25 до 15 МГц[джерело?] залежно від регіону обслуговування й вимог з частотної сумісності з іншими мережами рухливого зв'язку.